# 王文贞 (上海县知县)
王文贞（？—？），明朝政治人物。

## 生平
王文贞1373年接替王隆祖任上海县知县一职，1375年由康伯愚接任。